# Nikola Petric
Nikola Petric, född 11 maj 1991 i Čačak, är en serbisk fotbollsmålvakt som spelar för Proleter Novi Sad.

## Karriär
Den 17 januari 2018 värvades Petric av IF Brommapojkarna, där han skrev på ett treårskontrakt. Petric gjorde allsvensk debut den 2 april 2018 i en 2–1-förlust mot IFK Norrköping.